# Volta al País Basc 1972
La Volta al País Basc 1972 fou la 12a edició de la Volta al País Basc. La cursa es disputà en cinc etapes, una d'elles dividida en dos sectors, entre el 19 i el 23 d'abril de 1972 i un total de 810 km.
El vencedor fou l'espanyol José Antonio González Linares (KAS), que dominà la cursa de cap a fi i guanyà la cursa amb nou minuts sobre el segon classificat, el seu company d'equip Jesús Manzaneque, i amb nou i mig sobre el tercer classificat, Jesús Esperanza (La Casera). González Linares també guanyà dues etapes i la classificació per punts.

## Equips participants
En aquesta edició sols van participar-hi quatre equips, tots ells espanyols: Kas, La Casera, Werner i Karpy, amb un total de 40 participants dels quals finalitzaren 25 d'ells.

## Etapes
| Etapa | Data       | Recorregut              | Km  | Vencedor de l'Etapa        | Líder de la general        |
| ----- | ---------- | ----------------------- | --- | -------------------------- | -------------------------- |
| 1ª    | 19 d'abril | Eibar - Bilbao          | 170 | J.A.González Linares (ESP) | J.A.González Linares (ESP) |
| 2ª    | 20 d'abril | Bilbao - Pamplona       | 180 | Julián Cuevas (ESP)        | J.A.González Linares (ESP) |
| 3ª A  | 21 d'abril | Lizarra - Logronyo      | 44  | J.A.González Linares (ESP) | J.A.González Linares (ESP) |
| 3ª B  | 21 d'abril | Logronyo - Vitòria      | 83  | Manuel Blanco (ESP)        | J.A.González Linares (ESP) |
| 4ª    | 22 d'abril | Vitòria - Sant Sebastià | 181 | Domingo Perurena (ESP)     | J.A.González Linares (ESP) |
| 5ª    | 23 d'abril | Sant Sebastià - Arrate  | 152 | Domingo Perurena (ESP)     | J.A.González Linares (ESP) |

## Classificació general
|     | Ciclista                            | Equip     | Temps       |
| --- | ----------------------------------- | --------- | ----------- |
| 1   | José Antonio González Linares (ESP) | KAS       | 23h 17' 47" |
| 2.  | Jesús Manzaneque (ESP)              | KAS       | + 9' 00"    |
| 3.  | Jesús Esperanza (ESP)               | La Casera | + 9' 31"    |
| 4.  | Ventura Díaz (ESP)                  | Werner    | + 10' 06"   |
| 5.  | José Gómez Lucas (ESP)              | Werner    | + 11' 22"   |
| 6.  | José Luis Uribezubia (ESP)          | Werner    | + 11' 37"   |
| 7.  | Andrés Oliva (ESP)                  | La Casera | + 12' 08"   |
| 8.  | Gonzalo Aja (ESP)                   | Karpy     | + 12' 48"   |
| 9.  | Vicente López Carril (ESP)          | KAS       | + 13' 00"   |
| 10. | Santiago Lazcano (ESP)              | KAS       | + 13' 13"   |